# Carloncho
Carlos Enrique Banderas Gómez (Lima, 17 de septiembre de 1973), conocido por su seudónimo Carloncho, es un locutor de radio y presentador peruano, conductor del programa radial El show de Carloncho de la emisora peruana Radio Moda, que obtuvo la popularidad desde mediados de los años 2000.

## Primeros años
Carlos Enrique Banderas Gómez nace en la capital Lima el 17 de septiembre de 1973, proveniente de una familia de clase media. Vivió sus primeros años en el distrito de Independencia.[cita requerida]

## Trayectoria
Carloncho comenzó a incursionarse en la radio desde adolescente haciendo su debut en la emisora Radio Santa Rosa, para luego a la edad de 19 años, sumarse a la hoy extinta Radio 1160 como conductor de su propio programa bajo el nombre de Carloncho, al rojo vivo hasta 1997 además de participar recurrentemente como concursante del segmento Canta y gana en el programa concurso De dos a cuatro de ATV.
Años después, en 1998 se incluyó en la desaparecida emisora local Okey Radio por poco tiempo.
En 2000 se suma a Radio Moda, y forma años más tarde el programa cómico-radial El show de Carloncho en el año 2005,siendo el espacio con mayor duración de la emisora hasta el momento,  compartiendo la conducción junto al también locutor Renzo Winder hasta la renuncia de este último en el año 2022, cuando se muda a la emisora Onda Cero, para conducir el programa Onda expansiva junto a la modelo Luciana Fuster. Además de Winder, en 2019 ingresa la comunicadora Kimberly Calderón «Chinita Kim» al elenco, quién permanece en la actualidad, y el locutor Misael Rivera «el Misha» quien se mantuvo hasta 2025.La razón de la duración de su programa se debe a que Banderas es el accionista mayoritario de la compañía CRP Radios, representante de la emisora.   
Tras 28 años de trayectoria, en el año 2016 inició su etapa en la televisión peruana como copresentador del reality show de competencias Verano extremo por la televisora Latina Televisión, siendo parte de su segmento «Agüita pa' ti» junto al cómico ambulante Mayimbú, siendo grabado en la Playa Agua Dulce, ubicado en el distrito de Chorrillos. Sin embargo, el programa permaneció por un breve tiempo debido a la baja audiencia. Volvió a trabajar con él en la serie cómica Carloncho y Mayimbú.
En ese mismo año, ingresó en la segunda semana del crecientemente popular programa Los reyes del playback, donde se coronó campeón luego de un enfrentamiento improvisado contra el cómico José Luis Cachay, y semanas después, ingresa a la coconducción interina en reemplazo de Jesús Alzamora.[cita requerida] Posteriormente, se sumó al programa de imitaciones Yo soy como jurado.
En 2017, ingresa al canal América Televisión concursando en el reality de baile El gran show sin conseguir el éxito. Tiempo después, al año siguiente se sumó a la conducción del magacín televisivo En boca de todos en reemplazo del actor cómico Carlos Vílchez, pero fue despedido por comentarios machistas hacia su expareja Rosángela Espinoza en el año 2021. A la par, fue presentado como conductor de Emprendedor pónte las pilas junto a Alejandra Baigorria, siendo reemplazado por Juan Carlos Orderique tras su salida de la casa televisora.
Desde julio de 2024, debutó con Winder en los medios digitales con su programa Sin lenguas en los pelos. Este programa de No Somos TV, producido por Cathy Sáenz, compitió en audiencia en vivo con el programa Ouke de Carlos Orozco, pero fue cancelado posteriormente. En ese año, vuelve a trabajar con Baigorria en el espacio Consume Perú por el canal América, además de la incorporación del actor Sandro Monzante y la cantante Pamela Franco al elenco.
En 2025, pasó a conducir su programa ¿Ahora qué? junto a Carlos Vílchez, Xiomy Kanashiro y Ángel Ramírez para el canal TVmos+. En este programa incluyeron personajes de la farándula como Christian Cueva y Pamela Franco. Él mismo lo describió como un «programa chacotero», es decir, un programa en el que se hacen bromas en lugar de dar opiniones.

## Controversias

### Denuncia de Lucas Piro
En el año 2016, Banderas fue denunciado por el bailarín argentino Lucas Piro tras agredirlo físicamente con su cinturón producto de sus celos hacia él, tras enterarse de la salida del argentino que tuvo con su entonces pareja, la exmodelo y personalidad televisiva Rosángela Espinoza después de las grabaciones del programa concurso El gran show de América Televisión. En el año 2017, abrió un proceso penal en su contra.

### Mal comportamiento laboral
En 2025, Carloncho fue acusado por el locutor Misael Rivera, «el Misha», de promover comportamientos misóginos hacia sus compañeras en la radio. Rivera tuvo que renunciar a la emisora en la que trabajaba con Banderas tras hacer unas declaraciones al aire. También fue acusado por otro locutor, Renzo Winder, de promover comportamientos violentos. Carloncho restó importancia a las acusaciones, aunque no las negó, y envió una carta notarial a Rivera por «mancillar su honor y buena reputación». Posteriormente, Carloncho fue acusado por su compañera Mariana Espinoza, de quien se burló en un audio filtrado y recibió una amenaza por no tolerar esas burlas.
Fuera de la radio, otras personas se mostraron incómodas por su actitud. Carlos Vílchez pensó en renunciar al pódcast que conducía con él y aclaró que la actitud de su compañero estaba afectando a la dinámica del equipo. Ricardo Rondón rechazó volver a trabajar con el locutor debido a su relación laboral.

## Créditos

### Televisión
| Año       | Título                       | Rol                                                    | Emisión            | Ref.             |
| --------- | ---------------------------- | ------------------------------------------------------ | ------------------ | ---------------- |
| 1994      | De dos a cuatro              | Participante invitado (Secuencia: Canta y gana)        | ATV                | [ 5 ]            |
| 2016      | Verano extremo               | Copresentador                                          | Latina Televisión  | [ 33 ]           |
| 2016-2017 | Carloncho y Mayimbú          | Rol protagónico (Él mismo)                             | Latina Televisión  | [ 11 ]           |
| 2016      | Los reyes del playback       | Participante y campeón semanal (Temporada 1, semana 2) | Latina Televisión  | [ 11 ]           |
| 2016      | 7 deseos                     | Participante (Primer puesto, ganador)                  | Latina Televisión  | [ 34 ]           |
| 2016      | Yo soy                       | Jurado                                                 | Latina Televisión  | [ 13 ]           |
| 2017      | El gran show                 | Participante (Sexto eliminado)                         | América Televisión | [ 14 ]           |
| 2018-2021 | En boca de todos             | Presentador                                            | América Televisión | [ 35 ]           |
| 2019-2021 | Emprendedor, pónte las pilas | Copresentador                                          | América Televisión | [ 18 ]           |
| 2024      | Consume Perú                 | Presentador                                            | América Televisión | [cita requerida] |

### Radio
| Año        | Título                  | Rol                   | Emisión          | Ref.             |
| ---------- | ----------------------- | --------------------- | ---------------- | ---------------- |
| 1988-1992  |                         | Locutor y presentador | Radio Santa Rosa | [cita requerida] |
| 1993-1997  | Carloncho, al rojo vivo | Locutor y presentador | Radio 1160       | [ 4 ]            |
| 1998-1999  |                         | Locutor y presentador | Okey Radio       | [cita requerida] |
| 2000-2005  |                         | Locutor y presentador | Radio Moda       | [cita requerida] |
| desde 2005 | El show de Carloncho    | Locutor y presentador | Radio Moda       | [ 1 ]            |

### Programas web
- ¿Ahora qué? (desde 2025), presentador.

## Premios y nominaciones
| Año  | Premios                          | Categoría                   | Resultado | Ref.   |
| ---- | -------------------------------- | --------------------------- | --------- | ------ |
| 2023 | Premios El Popular de El Popular | «Conductor radial matutino» | Ganador   | [ 36 ] |